# Mark Bosnich
Mark Bosnich (Liverpool, Australija, 13. siječnja 1972.), australski umirovljeni nogometni vratar i bivši australski reprezentativac hrvatskog podrijetla.
Branio je u engleskoj Premier ligi za Aston Villu, Manchester United i Chelseaju. Istaknuo se u Aston Villi za koju je tijekom sedam godina upisao 179 nastupa i osvojio dva Liga kupa. Proglašen je Nogometašem godine Oceanije 1997. i najboljim nogometnim vratarom Oceanije 20. stoljeća.
Za Australsku nacionalnu vrstu upisao je 17 nastupa i jedan zgoditak, postignut na utakmici kvalifikacija za Svjetsko nogometno prvenstvo 1998. u Francuskoj protiv Solomonskih otoka 1997. godine. Nastupao je i na Olimpijskim igrama 1992. i Konfederacijskom kupu 1997., odigravši na oba prvenstva po 4 susreta. Prvi nastup ostvario je na Svjetskom prvenstvu mladih u Portugalu 1991. godine u pobjedi protiv Trinidada i Tobaga.